# Gare de Lozanne
Gare de Lozanne vasútállomás Franciaországban, Lozanne településen.

## Vasútvonalak
Az állomást az alábbi vasútvonalak érintik:
- Paray-le-Monial-Givors-Canal-vasútvonal
- Coteau–Saint-Germain-au-Mont-d'Or-vasútvonal

## Kapcsolódó állomások
A vasútállomáshoz az alábbi állomások vannak a legközelebb:
- Gare de Chazay - Marcilly
- Gare de Civrieux-d'Azergues
- Gare de Lyon-Vaise
- Gare du Bois-d'Oingt - Légny
- Gare de Châtillon-d'Azergues